# فروزينا بالكو
فروزينا بالكو (بالمجرية: Palkó Fruzsina)‏ (من مواليد 9 فبراير 1992 في زومباثلي) هي لاعبة كرة يد مجرية.
كما شاركت في بطولة العالم للسيدات الناشئين لعام 2012 في جمهورية التشيك .

## الإنجازات
- البطولة الوطنية المجرية للسيدات :
  - الفائز : 2010 ، 2011 ، 2012
- كأس المجر لكرة اليد للسيدات :
  - الفائز : 2010 ، 2011 ، 2012
- دوري أبطال أوروبا لكرة اليد للسيدات :
  - الدور النهائي : 2012
  - الدور قبل النهائي : 2010، 2011

## روابط خارجية
- نبذة عن اللاعب Fruzsina Palkó على الموقع الرسمي لـ Győri Audi ETO KC
- إحصائيات Fruzsina Palkó الوظيفية في Worldhandball